# Grevillea glossadenia
Grevillea glossadenia är en tvåhjärtbladig växtart som beskrevs av Mcgill.. Grevillea glossadenia ingår i släktet Grevillea och familjen Proteaceae. Inga underarter finns listade i Catalogue of Life.